# Аккадская литература
Аккадская литература — литература на аккадском языке, созданная в основном в Древней Месопотамии примерно с XXIII века до н. э. по VI век до н. э.

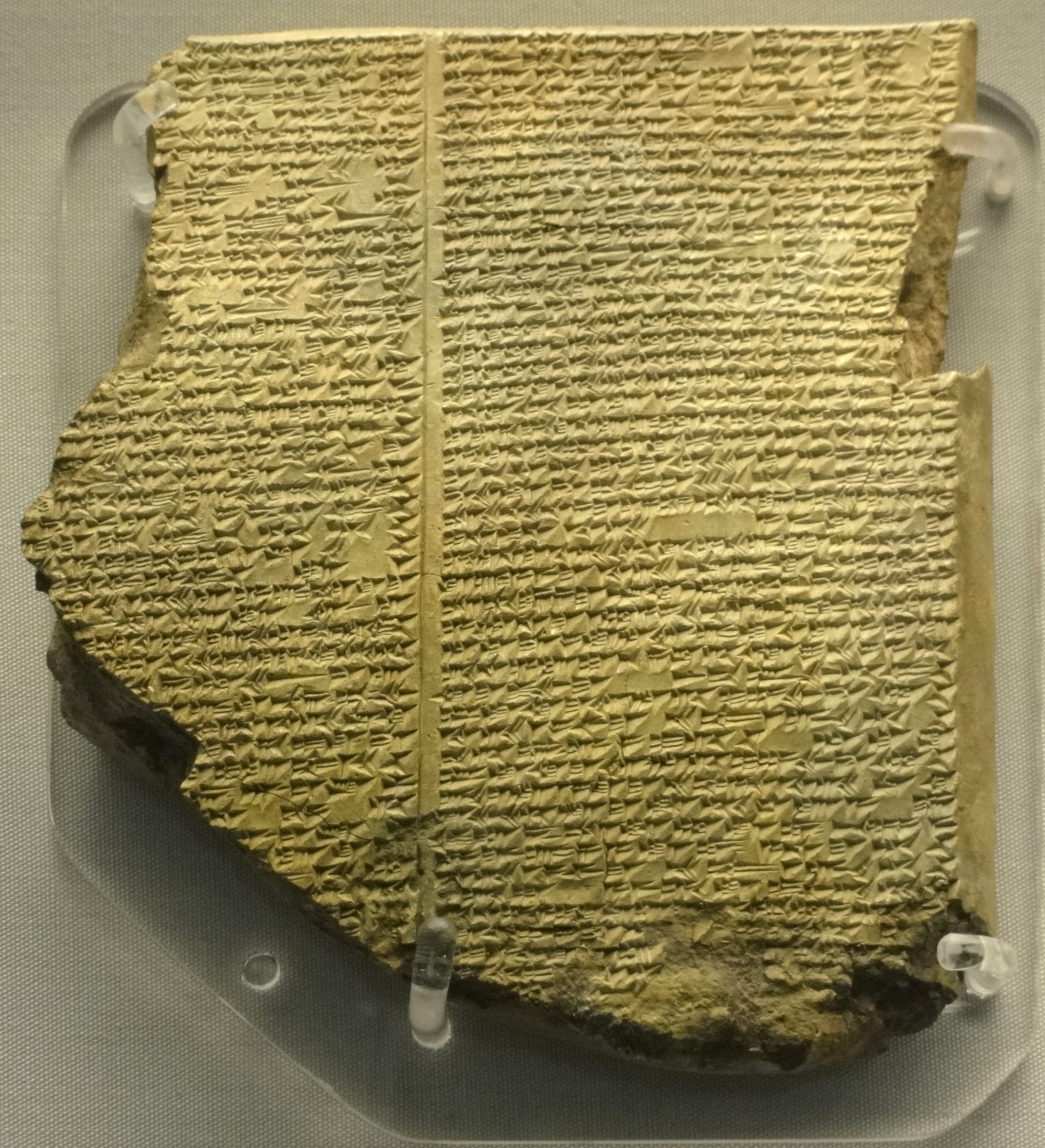
Эпос о Гильгамеше

Аккадская литература была основана на традициях шумерской литературы и обладала огромным количеством литературных форм, таких как мифологические эпосы, юридических тексты, научные труды и т. д.

## История
Аккадская литература возникла во время правления аккадской династии около 2330—2200 до н. э. в Аккаде. Хотя империя достаточно быстро перестала существовать, её язык успел распространиться. Аккадская литература возникла в придворных и храмовых кругах новой династии.
Впрочем, от этого древнейшего периода почти ничего не сохранилось. После падения аккадской империи и особенно во время Третьей династии Ура (ок. 2100—2000 до н. э.) шумерская литература переживала эпоху возрождения и достигла пика своего развития. Аккадский же находился в тени, но, тем не менее, продолжал вытеснять шумерский во всех аспектах жизни.
После новой волны семитского влияния (вторжение амореев) и создания прочной политической структуры в Вавилоне (ок. 1792—1750 до н. э.) семиты получили вторую возможность создать собственную литературу. Вскоре шумерский исчез как живой язык, и в Месопотамии стали звучать только семитские диалекты. Аккадская литература развивалась очень быстро, тогда как шумерская свелась, вероятно, до уровня «школьной латыни» в европейском средневековье.
Вытеснение шумерской литературы происходило плавно, и речь не шла о радикальной замене её аккадской, поскольку семитское население издавна было важной составляющей Месопотамии и слияние обоих народов происходило постепенно.
Таким образом, полноценно аккадская литература начала развиваться лишь в старовавилонский период, около XVII века до н. э. После этого её развитие уже не прерывалось, однако после 1500-х до н. э. она разделилась по двум враждующим царствам: Ассирии на севере и Вавилонии на юге.
В середине первого тысячелетия до н. э. аккадский язык был вытеснен из употреблении арамейским языком. С тех пор аккадский, подобно шумерскому языку, стал языком образованных людей, которые уже не владели им на том уровне, чтобы создавать оригинальную литературу.